# كانيهتيو هورن
كانيهتيو هورن هي ممثلة كندية، ولدت في 8 نوفمبر 1986 في كندا.

## أعمال

### أفلام
- (2011) المخلدون[4][5]
- (2012) على الطريق[6]

### مسلسلات
- الرجل في القلعة العالية
- هيملوك غروف

## وصلات خارجية
- كانيهتيو هورن على موقع IMDb (الإنجليزية)
- كانيهتيو هورن على موقع ألو سيني (الفرنسية)
- كانيهتيو هورن على موقع ميوزك برينز (الإنجليزية)
- كانيهتيو هورن على موقع أول موفي (الإنجليزية)
- كانيهتيو هورن على موقع قاعدة بيانات الأفلام السويدية (السويدية)
- كانيهتيو هورن على موقع قاعدة بيانات الفيلم (الإنجليزية)
- كانيهتيو هورن على موقع كينوبويسك (الروسية)